# Veruca Salt
Veruca Salt is een Amerikaanse alternatieve-rockband opgericht in Chicago, Illinois, in 1993.

## Biografie
Vernoemd naar Veruca Salt, het verwende rijke meisje uit het kinderboek Sjakie en de chocoladefabriek van Roald Dahl, werd Veruca Salt opgericht door Louise Post (gitaar/zang) en Nina Gordon (gitaar/zang). Post en Gordon leerden elkaar kennen via een gemeenschappelijke vriendin, Lili Taylor. Nadat zij anderhalf jaar samen muziek maakten, werden ze vergezeld door Gordons broer, Jim Shapiro, op drums en Steve Lack op bas.
De eerste single "Seether" in 1994 werd een MTV-hit. Hierna vergezelde Salt de band Hole van zangeres Courtney Love tijdens hun tournee. Hierna volgde nog de EP Blow it out your ass... uit 1996, en vervolgens het tweede album Eight arms to hold you uit 1997). Hierna verliet Shapiro de band en werd hij opgevolgd door Stacy Jones (voorheen bij Letters to Cleo en later zanger van American Hi-Fi). Jones toerde met de band tijdens de Eight Arms-tour, maar speelde nooit mee tijdens studio-opnamen.
Het schrijven van de liedjes werd gedaan door Gordon en Post, hoewel ze zelden samenwerkten. Afzonderlijk droegen ze een lied aan en kwam de achtergrondzang van de anderen. Gordon verliet de band in 1998 voor een solocarrière. Hierdoor bleef Post over als enige originele bandlid, terwijl de band verstrekt werd met nieuwe leden als Stephen Fitzpatrick (gitaar), Suzanne Sokol (basgitaar) en Jimmy Madla (drums). Het eerste album met de nieuwe line-up was Resolver (2000). Sokol verliet de band aan het eind van dat jaar. 
Gina Crosley nam de plaats van Sokol in en verhuisde na hun tournee in het Verenigd Koninkrijk in 2001 naar Los Angeles. Hier schreven ze nieuwe liedjes die verschenen op de EP Officially dead. Crosley verliet de band nog voordat de plaat werd uitgebracht.
In december 2002 werden zowel het album Resolver als de single Born entertainer uitgebracht in Australië. In 2005 waren er opnieuw wisselingen in de bezetting. Hierna volgde opnieuw een tournee en werd de in eigen beheer LOSALT uitgebracht waar zes nieuwe nummers op staan. De titel van de EP is een uittreksel uit Zora Neale Hurston's Their eyes were watching god.
In september 2006 verscheen het album IV, waarop aansluitend een tournee door de VS werd gemaakt. In 2007 nam de band een cover op van Neil Youngs lied Burned, die op het album voor het Breast Cancer Benefit kwam te staan.
In 2012 werd de band opgeheven; Post werd dat jaar moeder. Nicole Fiorentino werd in 2010 lid van Smashing Pumpkins. Er werd daarna nog wel een reünieoptreden gegeven.